# Grönländische Badmintonmeisterschaft 2022
Die Grönländische Badmintonmeisterschaft 2022 fand über Ostern vom 11. bis zum 16. April 2022 in Aasiaat statt.

## Sieger und Platzierte
| Disziplin    | Gold                                            | Silber                               | Bronze                          |
| ------------ | ----------------------------------------------- | ------------------------------------ | ------------------------------- |
| Herreneinzel | Jens Frederik Nielsen                           | Jacob Yrfelt                         | Julian Arleth                   |
| Dameneinzel  | Tina Amassen Rafaelsen                          | Cecilia Josefsen                     | Karolina Josenius               |
| Herrendoppel | Jens Frederik Nielsen Sequssuna F. Schmidt      | Thomas Madsen Nick Ø. Jakobsen       | Nikki Nathansen Frank Bagger    |
| Damendoppel  | Tina Amassen Rafaelsen Thrune Amassen Rafaelsen | Karolina Josenius Cecilia Josefsen   | Sandra Bro Malu P. Degn         |
| Mixed        | Christian Bisgaard Tina Amassen Rafaelsen       | Maluk Christoffersen Emilie Sørensen | Karl Jakob Thomassen Sandra Bro |